# Charlotte Mbango
Charlotte Mbango Samè, née le 16 avril 1960 à Douala et morte le 2 juin 2009 au Kremlin-Bicêtre, est une chanteuse camerounaise de Makossa sacrée disque d'or en 1988.

## Enfance, éducation et débuts
Charlotte Mbango nait en 1960 à Douala dans une famille de musiciens. Elle fait partie de la famille d’Eboa Lotin, icône de la musique camerounaise. Elle débute dans la musique à l’âge de neuf ans dans une chorale et en devient la chanteuse principale à l’âge de treize ans.

### Carrière
Elle évolue dans plusieurs  groupes de musique avant son départ pour l’Europe en 1979 pour y poursuivre des études. Elle rejoint plus tard le groupe Negro Spirituals de Paris. Après des études de marketing, Charlotte Mbango rejoint la compagnie de la chanteuse camerounaise Sissy Dipoko. Elle est révélée au public africain par l’émission Afrique Étoile.
Son premier album intitulé Nostalgie sort en 1987. L'album Konkai, sorti en 1988 connaît un succès international et lui permet de remporter son premier disque d'or, qui lui sera remis par le couturier Paco Rabanne. Son deuxième album Maloko sort en 1991, suivi cinq années plus tard de Malea, son troisième album sorti en 1996. En 1998, elle sort Combines Religieuses puis Sans papier, et enfin Mon combat son dernier album sorti en 2002.
Elle est décédée en juin 2009 à l’âge de 49 ans des suites d’un cancer du foie en laissant deux filles MPACKO Chris et SOPPO SAME Christiane et des petits-enfants au nom de MPACKO Darell(Garçon), MPACKO Tyrone (Garçon), BILBA Diwayne (Garcon) BILBA Charlotte (Fille).

## Discographie
- 1987 : Nostalgie
- 1988 : Konkai
- 1991 : Maloko
- 1996 : Malea
- 1998 : Combine Réligieuse
- 1998 : Sans Papiers
- 2002 : Mon combat
- 2008 : Best Of Konkai Makossa

## Prix et Récompenses
- 1988 : Disque d'or
- 2003 : Tamani d’or à Bamako en 2003